# 全英草地网球和门球俱乐部
全英草地網球和槌球俱樂部是一個位在英國倫敦溫布頓的一個私人運動俱樂部，是溫布頓網球錦標賽的舉辦場地。此俱樂部一開始只是一群業餘選手在夏天時比賽的場地，此賽事的冠軍比俱樂部本身更為知名，然而目前依然以俱樂部的形式營運。

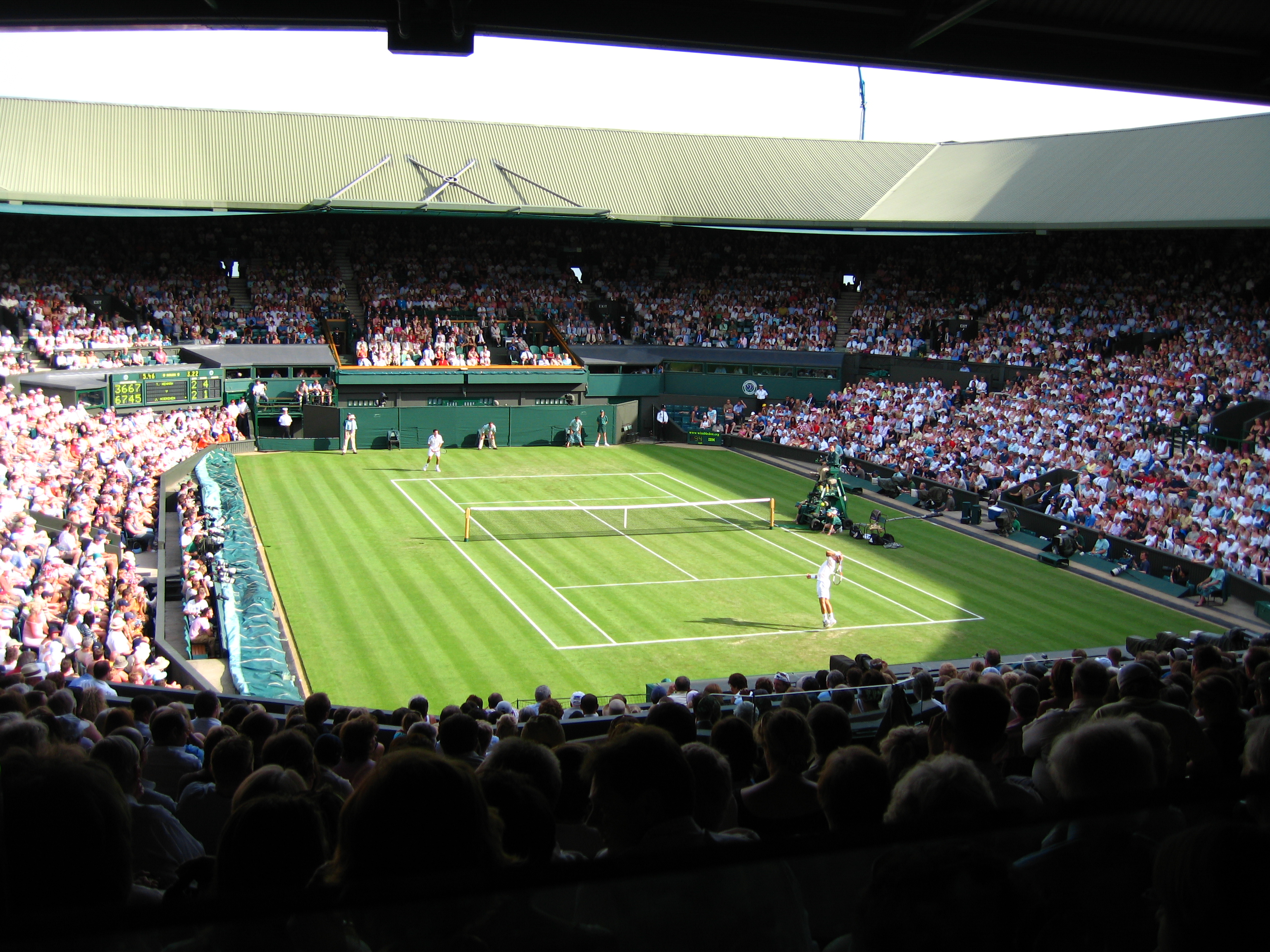
中央球場

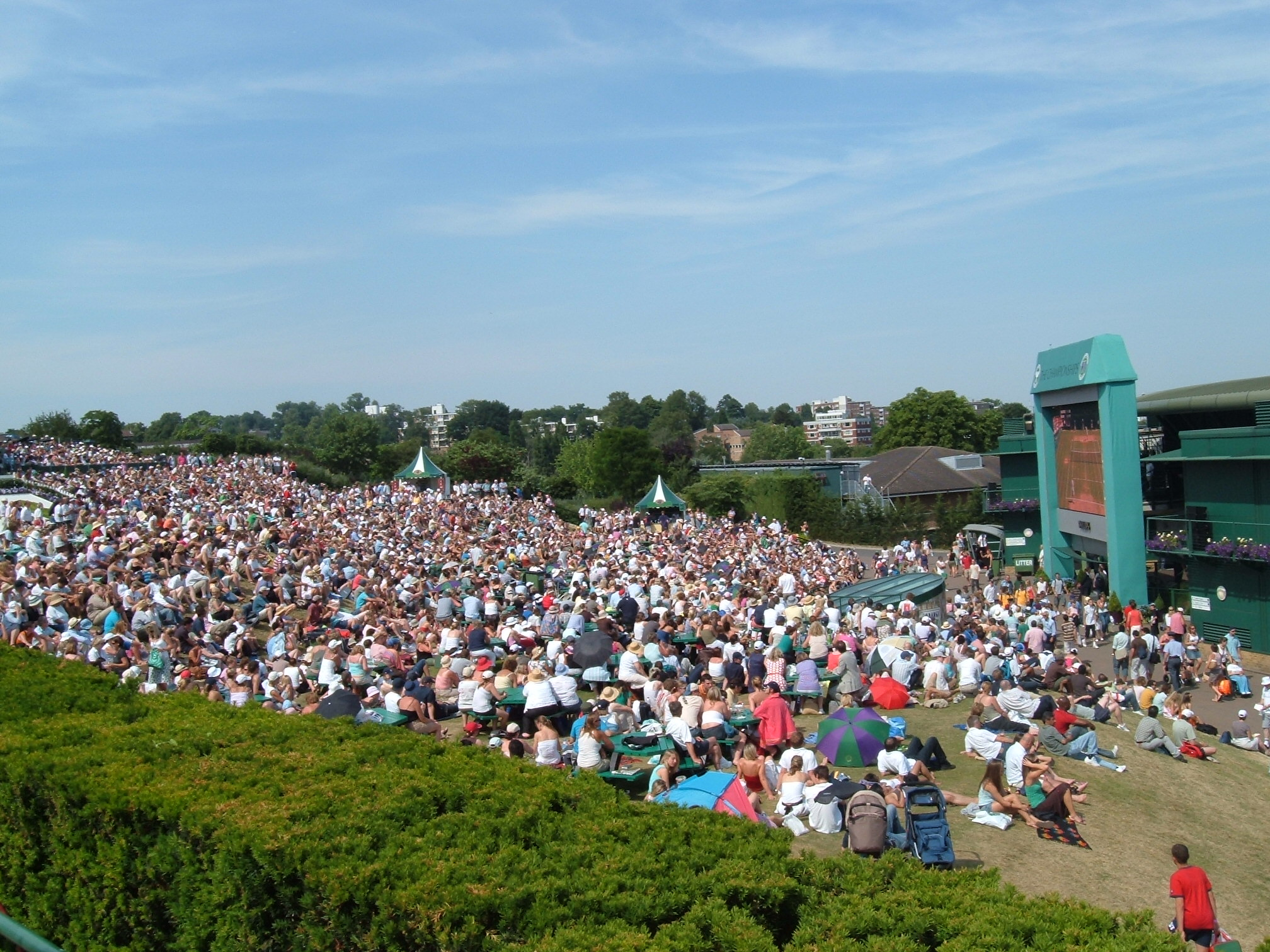
球場外觀看大螢幕轉播賽事的民眾

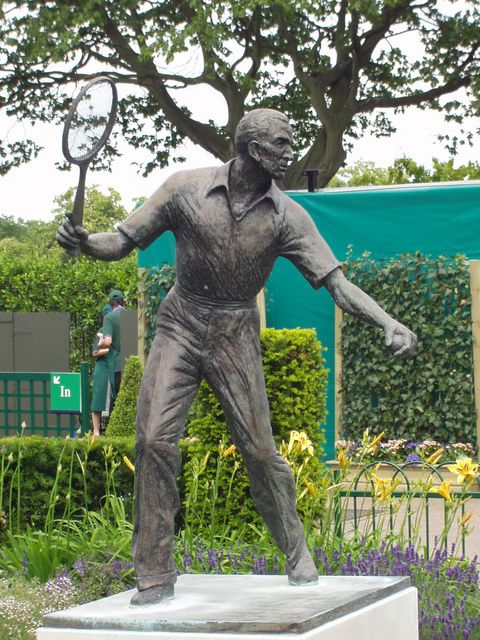
弗雷德·佩里雕像

2012年夏季奧林匹克運動會的網球比賽亦選址於全英俱樂部舉行，有異於溫布頓網球錦標賽的是，主辦方不會依隨前者規定選手須穿上白色衣着，也是全英俱樂部首次不限制選手衣着顏色作賽。
此俱樂部有375個正式會員，100個臨時會員，還有一些過去溫布頓單打冠軍的榮譽會員。會員可享有購買溫布頓兩張每日賽事的票。

## 外部連結
- 俱樂部在溫布頓網球錦標賽網站上的頁面（页面存档备份，存于）
- 《溫布頓：事實、數字和趣事》，由Cameron Brown著作（页面存档备份，存于）

51°26′1.48″N 0°12′50.63″W / 51.4337444°N 0.2140639°W